# Иероним (Экземплярский)
Архиепископ Иероним (в миру — Илья́ Ти́хонович Экземпля́рский, или Экземпляровский; 20 июля [1 августа] 1836, Дмитриевы Горы, Меленковский уезд, Владимирская губерния, Российская империя — 2 [15] ноября 1905, Варшава) — епископ Православной российской церкви, архиепископ Варшавский и Привислинский (1898—1905).

## Биография
Родился 20 июля 1836 года в семье священника села Дмитриевы Горы.
В 1852 году окончил Владимирское духовное училище. В 1857 году окончил Владимирскую духовную семинарию, в 1861 году — Киевскую духовную академию.
25 октября 1861 года назначен преподавателем Черниговской духовной семинарии. В следующим году стал преподавателем Киевской духовной семинарии.
30 июня 1870 года был удостоен степени магистра богословия.
19 сентября 1871 года рукоположён во священника к церкви святых Петра и Павла в Киеве и определён законоучителем Коллегии Павла Галагана и Киевской 1-й гимназии.
15 марта 1877 года возведён в сан протоиерея.
С 1882 года — благочинный Киево-Подольской церкви.
У него было трое сыновей, в том числе богослов Василий Экземплярский. Его супруга скончалась в 1876 году.
27 июля 1885 года был пострижен в монашество, а 28 июля — возведён в сан архимандрита.
3 ноября 1885 года в Софийском соборе Киева хиротонисан во епископа Чигиринского, викария Киевской епархии.
С 3 июня 1890 года — епископ Тамбовский и Шацкий.
Будучи Тамбовским епископом, организовал целую сеть пунктов помощи, сеть столовых для бедных. Во время эпидемии холеры устроил около 700 аптек.
С 30 апреля 1894 года — епископ Литовский и Виленский.
6 мая 1895 года был возведён в сан архиепископа.
В Вильне стараниями владыки была открыта своя типография. Также немало преосвященный вложил в строительство церкви-школы во имя святого Александра Невского.
С 27 февраля 1898 года — архиепископ Холмский и Варшавский.
С 16 июня 1905 года стал архиепископом Варшавским и Привислинским.
В Варшаве на православном кладбище построил в 1902—1905 годах за свой счёт здание Церкви святого Иоанна Лествичника. Храм был построен по проекту архитектора Владимира Николаевича Покровского для увековечения покойного сына епископа, Ивана Ильича Экземплярского († 8 августа 1902 года в Пятигорске). Храм был освящён 15 октября 1905 года и тогда был в нём похоронен сын епископа.
Архиепископ Иероним скончался через две недели и был похоронен подле сына. В его погребении участвовали Евлогий (Георгиевский) и митрополит Варшавский Дионисий (Валединский).

## Труды
- «Взгляд на состояние белого духовенства в России с начала XVIII столетия».
- «Очерк нескольких дней из жизни приходского сельского священника и его семейства в некоторых местах Владимирской губернии».
- «Педагогические заметки о преподавании Закона Божия в сельских школах».
- «Как учить малолетних детей молиться Богу».
- «Заметки о церковном пении».
- «По вопросу о православном церковном пении».
- Воскресная школа, как приготовление к пастырству кандидатов священства".
- «Практическое применение в церковно-приходских школах системы взаимного обучения».
- «Ответ брату — сельскому священнику — на вопросы его о том, чему и как обучать детей до поступления их в училище».
- «Беседы к простому народу о святых таинствах».
- «В ответ брату — сельскому священнику — по поводу высказанной им в письме жалобы на невнятность и неразборчивость чтения в церкви».
- «О внутреннем украшении храмов христианских».
- «Краткий исторический обзор состава Литургии нашей Православной Церкви».
- «Речь о религиозном образовании в семье и школе».
- «Частная дидактика или методика народной школы».
- «Слова и архипастырские послания к пастве».
- «Слова, беседы и поучения на дни воскресные и праздничные».
- «Поучения и слова, произнесённые в дни Великого поста».
- «Речи и поучения при погребении и в дни поминовения усопших».
- «Речи при освящении храмов».
- «Речь и обращения к учащимся при посещении учебных заведений».
- «Речи и поучения при разных случаях общественной жизни».
- Все перечисленные труды помещены в книге: «Высокопреосвященный архиепископ Иероним (Экземпляровский)», т. II, Киев, 1906 год.

## Семья
- Отец — Тихон Иванович Экземплярский († 2 февраля 1868); в 1820 году окончил Владимирскую духовную семинарию и в 1821 году рукоположён во священники к церкви погоста Дмитриевы Горы.
- Жена — скончалась в 1876 году.
  - Сын — ?
  - Сын — ?
  - Сын — Василий (1875—1933), богослов, религиозный философ